# Gallieni (metrostation)
Gallieni is een station van de metro in Parijs langs metrolijn 3, in de gemeente Bagnolet
Als men het metrostation uitkomt kan men op vele manieren overstappen op andere openbaar vervoer. Ook is er een winkelcentrum en hotel gelegen aan de uitgang van het station. Daarnaast bevindt het busstation Gallieni zich nabij het station.
Pont de Levallois - Bécon · 
Anatole France · 
Louise Michel · 
Porte de Champerret · 
Pereire · 
Wagram · 
Malesherbes · 
Villiers · 
Europe · 
Saint-Lazare · 
Havre - Caumartin · 
Opéra · 
Quatre-Septembre · 
Bourse · 
Sentier · 
Réaumur - Sébastopol · 
Arts et Métiers · 
Temple · 
République · 
Parmentier · 
Rue Saint-Maur · 
Père Lachaise · 
Gambetta · 
Porte de Bagnolet · 
Gallieni